# Цянь Итай
Цянь Ита́й (кит. трад. 錢逸泰, упр. 钱逸泰, пиньинь Qián Yìtài; 3 января 1941 — 14 января 2023) — китайский учёный-химик, член Китайской академии наук (1997).

## Биография
Родился в Чжунцяо (Уси) 3 января 1941 года. После окончания средней школы № 2 города Сучжоу получил степень бакалавра на химическом факультете Шаньдунского университета (1962).
Работал в Университете науки и технологий Китая, с 1994 года профессор. С 2000 по 2005 год декан факультета химии и материаловедения.
В 1982—1985 годах работал в США в Университете Брауна (химический факультет) в качестве приглашённого исследователя. В 1992—1993 годах приглашённый профессор в Университете Пердью.
В 1997 году был избран академиком Китайской академии наук.
В 2008—2012 годах по совместительству профессор Шаньдунского университета.
Сфера научных интересов — химия наноматериалов и сверхпроводящих материалов. В 1996 году его группа разработала метод термического синтеза бензолом нанокристаллического GaN. В 1998 году с помощью процесса пиролиза каталитического восстановления был получен алмаз.
Использовал кристаллохимический метод для получения многих видов сверхпроводящих материалов.
Автор более 700 публикаций с общей цитируемостью свыше 20 тысяч.
В 2000—2006 годах вице-президент Китайского химического общества. С 2008 года член Лондонского королевского общества.
Лауреат Премии за научно-технический прогресс за 2015 год от Фонда Хо Лён Хо Ли.
Его ученики Ли Ядун и Се И также были избраны членами Китайской академии наук.
Умер 14 января 2023 года в возрасте 82 лет.

## Сочинения
- Qian Yitai, Su Yi, Xie Yi, Yang li. Hydrothermal preparation and characterization of nanocrystalline powder of sphalerite. May 1995. Materials Research Bulletin 30(5):601-605.
- Zhu Yingjie, Qian Yitai, Zhang Manwei, Zhou Guien. Preparation and characterization of nanocrystalline nickel powders by the ?-radiation method. September 1994, Journal of Materials Science Letters 13(17):1243-1245
- Preparation of Nanocrystalline Si Starting from SiCl4 at 200 °C in Molten Salt and its High Performance as Anodes for Lithium Ion Batteries , Angew. Chem. Int. Ed. , 2015 , 54, 3822-3825.
- Tunable synthesis of various Wurtzite ZnS architectural structures and their photocaltalytic properties , Advanced functional materials, 2007,17(15), 2728—2738.
- Controllable Synthesis of Mesoporous Co3O4 Nanostructures with Tunable Morphology for Application in Supercapacitors, Chemistry-a European Journal, 2009, 15(21), 5320-5326